# Deliverance (gruppo musicale)
I Deliverance sono un gruppo thrash metal/speed metal statunitense proveniente da Los Angeles. Il gruppo è nato nel 1985 dal leader Jimmy P. Brown II e successivamente ha virato il proprio sound verso il progressive metal e l'industrial metal.
Hanno pubblicato il loro primo omonimo album nel 1989, con una formazione composta da Jimmy P. Brown (voce e chitarra), Glenn Rogers (chitarra), Brian Khairullah (basso) e Chris Hyde (batteria), ma non hanno avuto una grande etichetta nel mondo del christian metal fino al 1990, anno di Weapons of Our Warfare. Durante questo periodo sostituirono il chitarrista Glenn Rogers con George Ochoa e distribuirono anche un videoclip per MTV per la canzone Weapons.
Durante i lavori per il terzo album (intitolato What a Joke), Brian Khairullah e Chris Hyde vennero rimpiazzati rispettivamente da Mike Grato e Kevin Lee e, con la pubblicazione dell'album, anche George Ochoa lasciò il gruppo, dopo un periodo del resto pieno di tensioni di ogni tipo.
Con il chitarrista Mike Philips i Deliverance pubblicarono quello che è definito il loro miglior album, Stay of Execution, imboccando la strada del progressive metal. Direzione poi proseguita con Learn (1993), in cui figurano il bassista Manny Morales e Jonathan Maddux alla chitarra. Attorno a Brown e Morales la sarabanda dei componenti continuò sia per River Disturbance che per Camelot in Smithereens (un fiasco, dal punto di vista delle vendite), dopo di che il gruppo scomparve fino al 2001, quando si ricompose per la breve stagione di Assimilation, per poi svanire nuovamente.
I Deliverance si sono ricomposti nel 2006 attorno a Jimmy Brown e con l'etichetta Retroactive Records, che ha pubblicato l'album As Above - So Below nel 2007 e dovrebbe anche pubblicare The Annals of Subterfuge nel 2010 per celebrare i loro 25 anni.

## Formazione

### Formazione attuale
- Jimmy P. Brown II  - voce, chitarra
- Mike Phillips - chitarra
- Corin Jae Scott - tastiere
- Tim Kronyak - basso
- Mike Reed - batteria

### Ex componenti
- Manny Morales - basso
- David Gilbreath - tastiere
- Larry Farkas - chitarra
- Jesse Rivera (deceduto nel 2006) - batteria
- Glenn Rodgers - chitarra
- George Ochoa - chitarra
- Marcus Colon - chitarra
- Brian Khairullah - basso
- Mike Grato—basso
- Chris Hyde - batteria
- Kevin Lee - batteria
- Jon Knox - batteria
- Jeff Mason - batteria
- Jim Chaffin - batteria
- Jonathan Maddux - tastiere

## Discografia
- 1989 Deliverance (Intense Records)
- 1990 Weapons of Our Warfare (Intense Records)
- 1991 What a Joke (Intense Records)
- 1992 Intense Records Presents: Recorded Live, Vol. 1 (Intense Records)
- 1992 Stay of Execution (Intense Records)
- 1993 Learn (Intense Records)
- 1995 River Disturbance (Brainstorm Artists, Intl)
- 1995 Camelot in Smithereens (Intense Records)
- 2001 Assimilation (Indie Dream Records)
- 2001 Live at Cornerstone 2001 (Magdalene Records)
- 2007 As Above - So Below (Retroactive Records)
- 2010 The Annals of Subterfuge (Retroactive Records)
- 2013 Hear what I say (Roxx Records)
- 2018 The Subversive Kind (Roxx Records)

Altre pubblicazioni
- I Predict A Clone (1994, tribute to Steve Taylor)